# 萨波涅和弗谢尔
萨波涅和弗谢尔（法語：Sapogne-et-Feuchères，法語發音：[sapɔɲ e føʃɛʁ]）是法国阿登省的一个市镇，属于沙勒维尔-梅济耶尔区。

## 地理
萨波涅和弗谢尔（49°39'36"N, 4°47'44"E）面积10.71 平方千米，位于法国大東部大區阿登省，该省份为法国北部内陆省份，西接埃纳省，南至马恩省，东临默兹省，北与比利时接壤。
与萨波涅和弗谢尔接壤的市镇（或旧市镇、城区）包括：栋勒梅尼勒、阿诺涅圣马丹、奥米库尔、圣艾尼昂、旺德雷斯、弗利兹。
萨波涅和弗谢尔的时区为UTC+01:00、UTC+02:00（夏令时）。

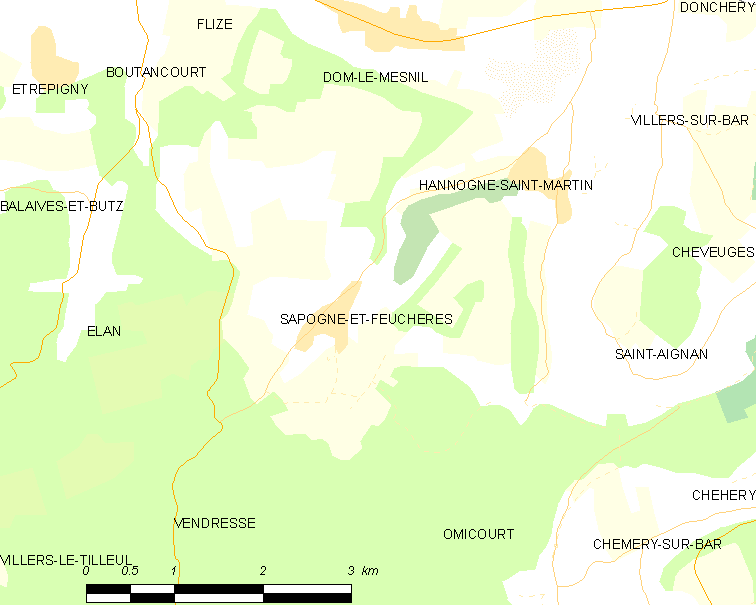
萨波涅和弗谢尔的OSM定位图

## 行政
萨波涅和弗谢尔的邮政编码为08160，INSEE市镇编码为08400。

## 政治
萨波涅和弗谢尔所属的省级选区为默兹河畔努维永县。

## 人口

1962-2008年间萨波涅和弗谢尔人口变化图示

萨波涅和弗谢尔于2022年1月1日时的人口数量为516人。